# ملكة جمال العالم 1953
ملكة جمال العالم 1953 هي مسابقة ملكة جمال العالم الثالثة في تاريخ مسابقة ملكة جمال العالم منذ انطلاقتها عام 1951، عقدت المسابقة في 19 أكتوبر 1953 في مسرح لايسيوم في لندن ، المملكة المتحدة. تنافست على التاج 15 متسابقة، في نهاية الحدث دنيز بيرييه الفرنسي من قبل ملكة جمال السابقة ماي لويز فلودين من السويد، في هذا الحفل مُنحت بيريير وشاحًا رسميًا وباقة وكأسًا، مما جعل أول ملكة جمال في العالم ترتدي وشاح ملكة جمال العالم، فيما حلت في المركز الوصيفة الأولى ألكسندرا لاديكو، والمركز الثالث للعارضة مارينا بابيليا من مصر.

## النتائج

### المراكز النهائية

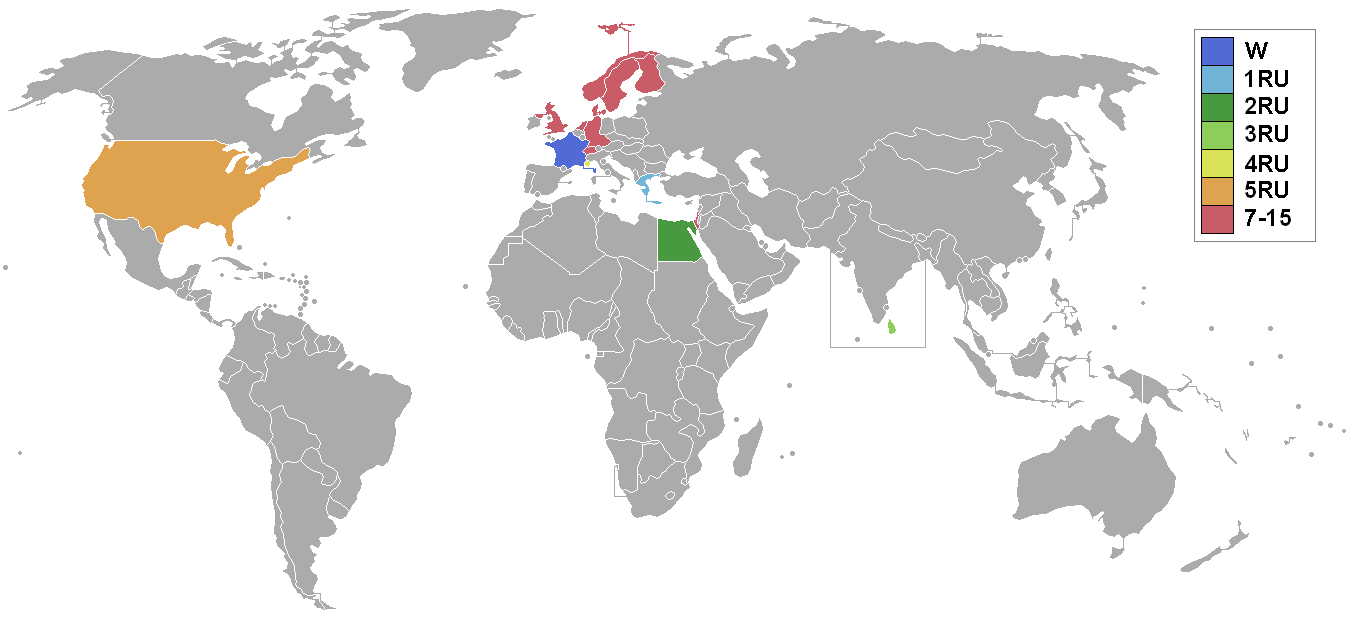
البلدان والأقاليم التي أرسلت المندوبين والنتائج لملكة جمال العالم 1953

| النتائج النهائية      | المتنافسة                             |
| --------------------- | ------------------------------------- |
| ملكة جمال العالم 1953 | - فرنسا - دينيسي بيرير                |
| الوصيفة الأولى        | - اليونان - ألكسندرا لاديكو           |
| الوصيفة الثانية       | - مصر - مارينا بابيليا                |
| الوصيفة الثالثة       | - سيلان - مانيل إيلانجكون             |
| الوصيفة الرابعة       | - موناكو - إليزابيث تشوفسكي           |
| الوصيفة الخامسة       | - الولايات المتحدة - ماري كيمب غريفيث |

## المتسابقات
- سيلان - مانيل إيلانجكون
- الدنمارك - إنغريد أندرسون
- مصر - مارينا بابيليا
- فنلندا - مايا ريتا تومالا
- فرنسا - دنيز بيرييه
- ألمانيا - ويلما كاندرز
- المملكة المتحدة[3] - بريندا مي
- اليونان - ألكسندرا لاديكو
- هولندا - إيفون ماير
- إسرائيل - هافتزل درور
- موناكو - إليزابيث تشوفسكي
- النرويج - سولفيغ غولبراندسن
- السويد - إنغريد جوهانسون
- سويسرا - أوديت ميشيل
- الولايات المتحدة - ماري كيمب غريفيث

### ظهر لإول مرة
- سيلان
- مصر
- اليونان
- إسرائيل
- موناكو
- النرويج

### انسحابات
- أيرلندا

### متسابقات في مشاركات أخرى
ملكة جمال أوروبا
- 1953:  فنلندا - مايا ريتا تومالا
- 1953:  هولندا - إيفون ماير
- 1953:  موناكو - إليزابيث تشوفسكي

## الروابط الخارجية
- موقع ملكة جمال العالم الرسمي
- نتائج ملكة جمال العالم 1953